# Blish-Verschluss

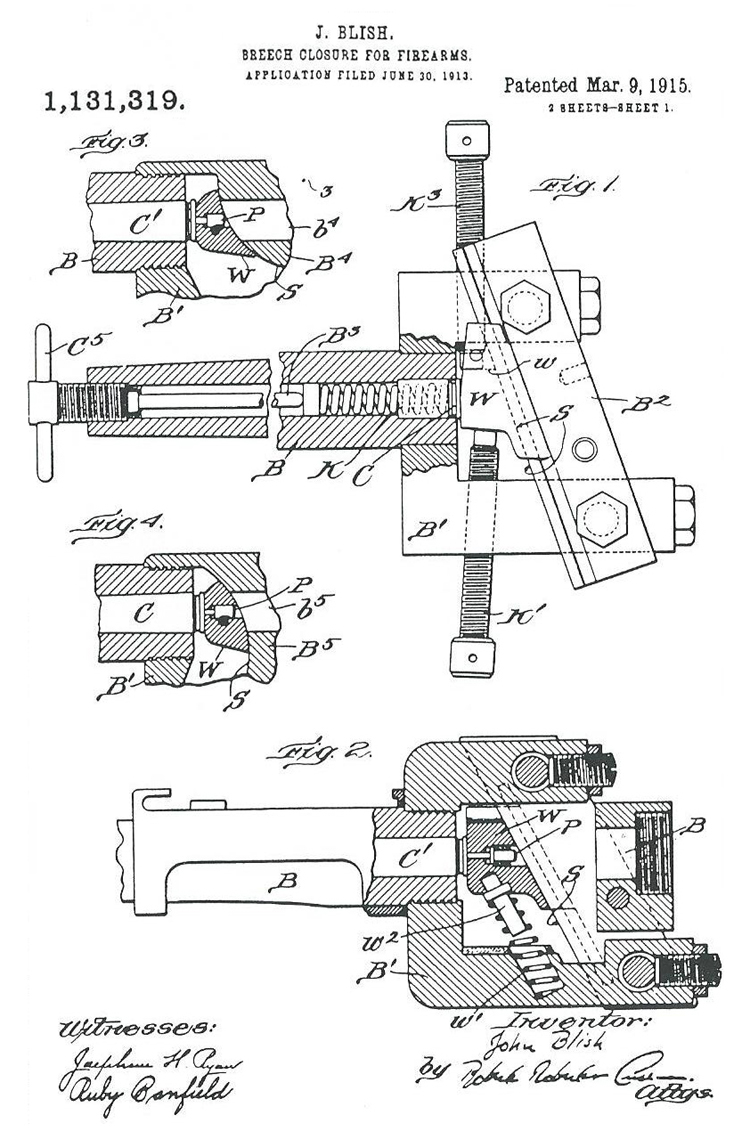
Von Blish patentierte Verschluss-Entwürfe

Der Blish-Verschluss (englisch: Blish lock) ist ein von John Bell Blish erdachtes, sich kurzzeitig blockierendes Verschlusssystem für automatische Waffen, das er unter der Bezeichnung Breech closure for firearms 1915 patentieren ließ. Er nahm dabei an, dass miteinander wechselwirkende Oberflächen bei extrem hohen Anpresskräften blockieren oder für einen Augenblick verkleben würden. Dieses von ihm Metallic Adhesion und in der englischen Fachliteratur Blish principle genannte Phänomen widerspricht jedoch den Erkenntnissen der Reibungslehre und tritt in der Realität nicht auf. 

## Entstehung

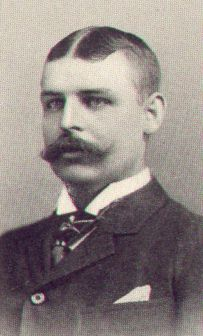
John Bell Blish

Captain John Bell Blish (* 8. September 1860, † 22. Dezember 1921), ein US-amerikanischer Marineoffizier, stellte fest, dass bei Marinegeschützen mit Schraubenverschluss der Verschlusskopf gegen Verdrehung blockiert sein sollte, damit sich der Verschluss nicht vorzeitig öffnet. Bei Versuchen mit ungesicherten Verschlüssen stellte Blish fest, dass sich der Verschlusskopf beim Verschießen starker Ladungen weniger verdreht als bei schwachen Ladungen. Er folgerte daraus, dass ein extrem hoher Anpressdruck zwischen zwei Materialien jede seitliche Verschiebung blockiert; bildlich ausgedrückt, sie „verkleben“ für einen Moment. 
Blish nahm deshalb an, dass der Reibungskoeffizient und damit die Reibungskraft bei einer extrem hohen Anpresskraft zwischen zwei Körpern überproportional bis zum Blockieren ansteigt. Das Prinzip spielte nach dem Ersten Weltkrieg eine Rolle bei der Herstellung automatischer Handfeuerwaffen.

## Blishs verzögerter Masseverschluss

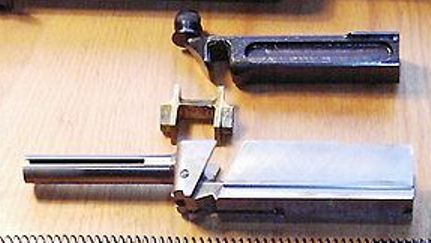
Verschluss einer Thompson-Maschinenpistole mit dem H-förmigen Verbindungsstück des Blish-Verschlusses

Um den von ihm angenommenen Effekt bei Feuerwaffen auszunutzen, entwarf Blish eine Reihe von Verschlüssen, die auf einer schiefen Fläche auflaufen und dadurch gebremst werden; er ließ diese am 9. März 1915 patentieren. Er wurde dabei Teilhaber der von John T. Thompson geführten Auto-Ordnance Company. Eine erste Waffe, deren Funktion auf diesem Prinzip des verzögerten Masseverschlusses beruhen sollte, war das Thompson-Selbstladegewehr mit Schraubenverschluss. Da das System aber nicht überzeugte, stellte die Firma die Entwicklung ein. Bei der später konstruierten Thompson-Maschinenpistole waren die beiden Verschlusskomponenten durch ein Blish lock genanntes Teil verbunden, das den Rücklauf des Verschlusses verzögern sollte.

## Infragestellung des von Blish angenommenem Effektes
Die Relativierung des Amontonsschen Gesetzes bei hohen Drücken konnte experimentell nicht nachgewiesen werden. Sie bleibt deshalb auch in entsprechenden physikalischen Fachbüchern unerwähnt. Bei Thompson-Maschinenpistolen mit verzögertem Masseverschluss wurde erkannt, dass der von Blish Metallic Adhesion genannte Effekt des Blish locks keinen Einfluss auf deren Funktion hat. Dies wurde bereits im Sommer 1921 bei Vorführungen bei der Royal Small Arms Factory in Enfield, England festgestellt. Im Rapport Minute 407 Report by C.I.S.A. on Thompson S.M.G., 7-9-21. 77/15/5492 des Chefinspektors für Infanteriewaffen der British Army wird bezweifelt, dass der Blish lock einen Einfluss auf die Funktion der Waffe hat. Die Waffe wurde ohne eingesetztes H-Stück (Originaltext locking wedge) geschossen. Sie hat einwandfrei funktioniert, Patronenauszug und -auswurf waren normal. Zudem war der Zustand der verschossenen Hülsen identisch mit dem von Hülsen, die mit nicht abgeänderten Waffen verschossen wurden. Tatsächlich bewirkt das H-Stück eine geringe Verzögerung, da ein geringer Teil der Rückstoßenergie benötigt wird, um es quer zur Verschlussbahn zu bewegen. Dieser Effekt hat jedoch mit dem von Blish angenommenen nichts gemein und ist auch nur sehr schwach ausgeprägt. Bei der später eingeführten vereinfachten Version der Waffe wurde der Blish-Verschluss ersatzlos eingespart.